# Saison 2009-2010 du Valenciennes FC
Maillots
Chronologie
Saison précédente Saison suivante
La saison 2009-2010 du Valenciennes FC est la quatrième saison consécutive du club parmi l'élite française (Ligue 1).
Après le départ d'Antoine Kombouaré au Paris Saint-Germain, le nouvel entraîneur est Philippe Montanier. La saison précédente il a mené l'US Boulogne jusqu'à la Ligue 1.

## Résumé de la saison

### Classement de Valenciennes FC en Ligue 1
| Bilan des matchs |    |    |    |    |    |    |    |    |    |    |    |    |    |    |    |    |    |    |    |    |    |    |    |    |    |    |    |    |    |    |    |    |    |    |    |    |    |    |
| Journée          | 01 | 02 | 03 | 04 | 05 | 06 | 07 | 08 | 09 | 10 | 11 | 12 | 13 | 14 | 15 | 16 | 17 | 18 | 19 | 20 | 21 | 22 | 23 | 24 | 25 | 26 | 27 | 28 | 29 | 30 | 31 | 32 | 33 | 34 | 35 | 36 | 37 | 38 |
| Lieu             | D  | E  | D  | E  | D  | E  | D  | E  | D  | E  | D  | E  | D  | E  | E  | D  | E  | D  | E  | D  | E  | D  | E  | D  | E  | D  | E  | D  | E  | D  | D  | E  | D  | E  | D  | E  | D  | E  |
| Résultat         | D  | D  | D  | V  | N  | V  | V  | D  | V  | V  | N  | V  | N  | V  | D  | V  | D  | N  | D  | D  | V  | N  | D  | V  | V  | V  | D  | D  | D  | V  | V  | D  | D  | N  | N  | N  | N  | N  |
| Points           | 0  | 0  | 0  | 3  | 4  | 7  | 10 | 10 | 13 | 16 | 17 | 20 | 21 | 24 | 24 | 27 | 27 | 28 | 28 | 28 | 31 | 32 | 32 | 35 | 38 | 41 | 41 | 41 | 41 | 44 | 47 | 47 | 47 | 48 | 49 | 50 | 51 | 52 |
| Class.           | 16 | 18 | 17 | 16 | 15 | 13 | 10 | 11 | 10 | 9  | 8  | 6  | 7  | 7  | 8  | 5  | 8  | 9  | 11 | 12 | 10 | 11 | 11 | 10 | 8  | 8  | 8  | 10 | 10 | 10 | 9  | 10 | 10 | 10 | 10 | 10 | 10 | 10 |

### Coupe de la Ligue 2009-2010
Lors des 1/16 de finale, les mardi 22 et mercredi 23 septembre 2009, les équipes de Ligue 1 qui ne participent à aucune coupe d'Europe font leur entrée dans la compétition.
Dans un match peu animé mais à sa portée, le VAFC s'est incliné à Metz sur le score de 2-0. Il n'y aura pas eu d'aventure en Coupe de la Ligue cette saison pour les Valenciennois.

### Coupe de France 2009-2010
Les équipes de Ligue 1 font leur entrée dans la compétition en 1/32 de finale les 9 et 10 janvier 2010.
Valenciennes s'incline au Mans (1-0).
La finale se joue le samedi 1er mai 2010 au Stade de France et le Paris Saint-Germain l'emporte contre Monaco (0-1 ap).

### Les buteurs de la Saison 2009-2010 du VAFC
- Mamadou Samassa, Fahid Ben Khalfallah, Johan Audel : 7 buts
- Grégory Pujol : 6 buts
- Carlos Sánchez : 5 buts
- David Ducourtioux : 3 buts
- Milan Biševac, Gaëtan Bong, Gaël Danic, Rudy Mater : 2 buts
- Siaka Tiéné, Rafael, Dianbobo Baldé, Benjamin Angoua, Renaud Cohade, Foued Kadir, Filip Šebo : 1 but

## Rencontres

### Ligue 1
| 1re journée         | Valenciennes FC              | 1 - 3   | AS Nancy Lorraine                          | Stade Nungesser, Valenciennes                     |                                                   |
| 8 août 2009 21 : 00 | Samassa 6e · Penneteau 90+3e | (1 – 1) | 17e Féret · 60e Brison · 71e (pen.) Traoré | Spectateurs : 11 777 Arbitrage : Alexandre Castro | Spectateurs : 11 777 Arbitrage : Alexandre Castro |
| 8 août 2009 21 : 00 | Rapport                      |         |                                            | Spectateurs : 11 777 Arbitrage : Alexandre Castro | Spectateurs : 11 777 Arbitrage : Alexandre Castro |

| 2e journée           | Olympique lyonnais | 1 - 0   | Valenciennes FC | Stade de Gerland, Lyon                            |                                                   |
| 15 août 2009 19 : 00 | Gomis 37e          | (1 – 0) |                 | Spectateurs : 31 745 Arbitrage : Hervé Piccirillo | Spectateurs : 31 745 Arbitrage : Hervé Piccirillo |
| 15 août 2009 19 : 00 | Rapport            |         |                 | Spectateurs : 31 745 Arbitrage : Hervé Piccirillo | Spectateurs : 31 745 Arbitrage : Hervé Piccirillo |

| 3e journée           | Valenciennes FC         | 2 - 3   | Paris Saint-Germain                     | Stade Nungesser, Valenciennes                  |                                                |
| 22 août 2009 19 : 00 | Tiéné 59e · Mater 90+1e | (0 – 1) | 35e Luyindula · 56e Erding · 84e Jallet | Spectateurs : 12 927 Arbitrage : Philippe Kalt | Spectateurs : 12 927 Arbitrage : Philippe Kalt |
| 22 août 2009 19 : 00 | Rapport                 |         |                                         | Spectateurs : 12 927 Arbitrage : Philippe Kalt | Spectateurs : 12 927 Arbitrage : Philippe Kalt |

| 4e journée           | Toulouse FC | 0 - 1   | Valenciennes FC | Stadium, Toulouse                               |                                                 |
| 30 août 2009 17 : 00 |             | (0 – 0) | 87e Samassa     | Spectateurs : 15 029 Arbitrage : Didier Falcone | Spectateurs : 15 029 Arbitrage : Didier Falcone |
| 30 août 2009 17 : 00 | Rapport     |         |                 | Spectateurs : 15 029 Arbitrage : Didier Falcone | Spectateurs : 15 029 Arbitrage : Didier Falcone |

| 5e journée                | Valenciennes FC | 1 - 1   | US Boulogne CO | Stade Nungesser, Valenciennes                  |                                                |
| 12 septembre 2009 19 : 00 | Pujol 75e       | (0 – 0) | 83e Moreira    | Spectateurs : 11 769 Arbitrage : Wilfried Bien | Spectateurs : 11 769 Arbitrage : Wilfried Bien |
| 12 septembre 2009 19 : 00 | Rapport         |         |                | Spectateurs : 11 769 Arbitrage : Wilfried Bien | Spectateurs : 11 769 Arbitrage : Wilfried Bien |

| 6e journée                | FC Sochaux-Montbéliard                   | 2 - 5   | Valenciennes FC                                                      | Stade Auguste-Bonal, Sochaux                |                                             |
| 19 septembre 2009 19 : 00 | Bréchet 3e · Boudebouz 40e · Svěrkoš 83e | (2 – 1) | 24e Sánchez · 49e Pujol · 63e Audel · 78e Ben Khalfallah · 85e Pujol | Spectateurs : 11 880 Arbitrage : Bruno Coué | Spectateurs : 11 880 Arbitrage : Bruno Coué |
| 19 septembre 2009 19 : 00 | Rapport                                  |         |                                                                      | Spectateurs : 11 880 Arbitrage : Bruno Coué | Spectateurs : 11 880 Arbitrage : Bruno Coué |

| 7e journée                | Valenciennes FC                            | 3 - 2   | Olympique de Marseille    | Stade Nungesser, Valenciennes                  |                                                |
| 26 septembre 2009 19 : 00 | Biševac 21e · Ducourtioux 28e · Rafael 84e | (2 – 2) | 13e Morientes · 22e Niang | Spectateurs : 16 208 Arbitrage : Fredy Fautrel | Spectateurs : 16 208 Arbitrage : Fredy Fautrel |
| 26 septembre 2009 19 : 00 | Rapport                                    |         |                           | Spectateurs : 16 208 Arbitrage : Fredy Fautrel | Spectateurs : 16 208 Arbitrage : Fredy Fautrel |

| 8e journée             | OGC Nice                                              | 3 - 2   | Valenciennes FC                  | Stade du Ray, Nice                           |                                              |
| 3 octobre 2009 19 : 00 | Ben Saada 67e · Echouafni 73e · Ducourtioux 76e (csc) | (0 – 1) | 39e (pen.) Samassa · 50e Sánchez | Spectateurs : 9 443 Arbitrage : Ruddy Buquet | Spectateurs : 9 443 Arbitrage : Ruddy Buquet |
| 3 octobre 2009 19 : 00 | Rapport                                               |         |                                  | Spectateurs : 9 443 Arbitrage : Ruddy Buquet | Spectateurs : 9 443 Arbitrage : Ruddy Buquet |

| 9e journée              | Valenciennes FC                  | 2 - 0   | Grenoble Foot 38 | Stade Nungesser, Valenciennes                    |                                                  |
| 17 octobre 2009 19 : 00 | Samassa 18e · Ben Khalfallah 24e | (2 – 0) |                  | Spectateurs : 12 177 Arbitrage : Philippe Malige | Spectateurs : 12 177 Arbitrage : Philippe Malige |
| 17 octobre 2009 19 : 00 | Rapport                          |         |                  | Spectateurs : 12 177 Arbitrage : Philippe Malige | Spectateurs : 12 177 Arbitrage : Philippe Malige |

| 10e journée             | AS Saint-Étienne | 0 - 2   | Valenciennes FC               | Stade Geoffroy-Guichard, Saint-Étienne              |                                                     |
| 24 octobre 2009 19 : 00 |                  | (0 – 1) | 17e Audel · 90+2e Ducourtioux | Spectateurs : 27 621 Arbitrage : Christian Guillard | Spectateurs : 27 621 Arbitrage : Christian Guillard |
| 24 octobre 2009 19 : 00 | Rapport          |         |                               | Spectateurs : 27 621 Arbitrage : Christian Guillard | Spectateurs : 27 621 Arbitrage : Christian Guillard |

| 12e journée               | Stade rennais FC | 0 - 3   | Valenciennes FC                            | Stade de la route de Lorient, Rennes          |                                               |
| 1er novembre 2009 17 : 00 |                  | (0 – 0) | 58e Baldé · 78e Ben Khalfallah · 85e Pujol | Spectateurs : 21 675 Arbitrage : Pascal Viléo | Spectateurs : 21 675 Arbitrage : Pascal Viléo |
| 1er novembre 2009 17 : 00 | Rapport          |         |                                            | Spectateurs : 21 675 Arbitrage : Pascal Viléo | Spectateurs : 21 675 Arbitrage : Pascal Viléo |

| 13e journée             | Valenciennes FC | 1 - 1   | Montpellier HSC | Stade Nungesser, Valenciennes                  |                                                |
| 7 novembre 2009 19 : 00 | Sánchez 52e     | (0 – 1) | 3e Montaño      | Spectateurs : 12 633 Arbitrage : Wilfried Bien | Spectateurs : 12 633 Arbitrage : Wilfried Bien |
| 7 novembre 2009 19 : 00 | Rapport         |         |                 | Spectateurs : 12 633 Arbitrage : Wilfried Bien | Spectateurs : 12 633 Arbitrage : Wilfried Bien |

| 14e journée              | FC Girondins de Bordeaux | 0 - 1   | Valenciennes FC | Stade Jacques-Chaban-Delmas, Bordeaux             |                                                   |
| 21 novembre 2009 19 : 00 |                          | (0 – 1) | 7e Samassa      | Spectateurs : 27 431 Arbitrage : Alexandre Castro | Spectateurs : 27 431 Arbitrage : Alexandre Castro |
| 21 novembre 2009 19 : 00 | Rapport                  |         |                 | Spectateurs : 27 431 Arbitrage : Alexandre Castro | Spectateurs : 27 431 Arbitrage : Alexandre Castro |

| 15e journée              | Lille OSC                                                  | 4 - 0   | Valenciennes FC | Stadium Lille Métropole, Lille                   |                                                  |
| 28 novembre 2009 19 : 00 | Frau 42e · Gervinho 52e · Gervinho 61e · Cabaye 87e (pen.) | (1 – 0) |                 | Spectateurs : 13 367 Arbitrage : Lionel Jaffredo | Spectateurs : 13 367 Arbitrage : Lionel Jaffredo |
| 28 novembre 2009 19 : 00 | Rapport                                                    |         |                 | Spectateurs : 13 367 Arbitrage : Lionel Jaffredo | Spectateurs : 13 367 Arbitrage : Lionel Jaffredo |

| 16e journée             | Valenciennes FC                                      | 3 - 1   | AS Monaco FC    | Stade Nungesser, Valenciennes                 |                                               |
| 5 décembre 2009 19 : 00 | Ducourtioux 27e · Samassa 85e · Ben Khalfallah 90+2e | (1 – 0) | 50e (pen.) Nenê | Spectateurs : 12 464 Arbitrage : Saïd Ennjimi | Spectateurs : 12 464 Arbitrage : Saïd Ennjimi |
| 5 décembre 2009 19 : 00 | Rapport                                              |         |                 | Spectateurs : 12 464 Arbitrage : Saïd Ennjimi | Spectateurs : 12 464 Arbitrage : Saïd Ennjimi |

| 17e journée              | Le Mans UC 72                             | 2 - 1   | Valenciennes FC | Stade Léon-Bollée, Le Mans                        |                                                   |
| 12 décembre 2009 19 : 00 | Corchia 28e · Maïga 45e · Le Tallec 90+1e | (1 – 1) | 32e Danic       | Spectateurs : 7 700 Arbitrage : Sébastien Moreira | Spectateurs : 7 700 Arbitrage : Sébastien Moreira |
| 12 décembre 2009 19 : 00 | Rapport                                   |         |                 | Spectateurs : 7 700 Arbitrage : Sébastien Moreira | Spectateurs : 7 700 Arbitrage : Sébastien Moreira |

| 11e journée              | Valenciennes FC | 0 - 0   | AJ Auxerre | Stade Nungesser, Valenciennes                  |                                                |
| 15 décembre 2009 21 : 00 |                 | (0 – 0) |            | Spectateurs : 10 946 Arbitrage : Fredy Fautrel | Spectateurs : 10 946 Arbitrage : Fredy Fautrel |
| 15 décembre 2009 21 : 00 | Rapport         |         |            | Spectateurs : 10 946 Arbitrage : Fredy Fautrel | Spectateurs : 10 946 Arbitrage : Fredy Fautrel |

| 18e journée              | Valenciennes FC | 0 - 0   | RC Lens | Stade Nungesser, Valenciennes                     |                                                   |
| 19 décembre 2009 19 : 00 |                 | (0 – 0) |         | Spectateurs : 13 720 Arbitrage : Hervé Piccirillo | Spectateurs : 13 720 Arbitrage : Hervé Piccirillo |
| 19 décembre 2009 19 : 00 | Rapport         |         |         | Spectateurs : 13 720 Arbitrage : Hervé Piccirillo | Spectateurs : 13 720 Arbitrage : Hervé Piccirillo |

| 19e journée              | FC Lorient                                 | 3 - 2   | Valenciennes FC      | Stade du Moustoir, Lorient                      |                                                 |
| 23 décembre 2009 19 : 00 | Amalfitano 24e · Amalfitano 46e · Sosa 67e | (1 – 2) | 7e Audel · 35e Danic | Spectateurs : 10 991 Arbitrage : Damien Ledentu | Spectateurs : 10 991 Arbitrage : Damien Ledentu |
| 23 décembre 2009 19 : 00 | Rapport                                    |         |                      | Spectateurs : 10 991 Arbitrage : Damien Ledentu | Spectateurs : 10 991 Arbitrage : Damien Ledentu |

| 20e journée             | Valenciennes FC | 1 - 3   | Toulouse FC                             | Stade Nungesser, Valenciennes                    |                                                  |
| 16 janvier 2010 21 : 00 | Audel 44e       | (1 – 1) | 16e Tabanou · 84e Tabanou · 87e Sissoko | Spectateurs : 10 249 Arbitrage : Philippe Malige | Spectateurs : 10 249 Arbitrage : Philippe Malige |
| 16 janvier 2010 21 : 00 | Rapport         |         |                                         | Spectateurs : 10 249 Arbitrage : Philippe Malige | Spectateurs : 10 249 Arbitrage : Philippe Malige |

| 21e journée             | US Boulogne CO | 0 - 2   | Valenciennes FC                 | Stade de la Libération, Boulogne-sur-Mer       |                                                |
| 20 janvier 2010 21 : 00 |                | (0 – 0) | 49e Bong · 90+2e Ben Khalfallah | Spectateurs : 11 085 Arbitrage : Olivier Thual | Spectateurs : 11 085 Arbitrage : Olivier Thual |
| 20 janvier 2010 21 : 00 | Rapport        |         |                                 | Spectateurs : 11 085 Arbitrage : Olivier Thual | Spectateurs : 11 085 Arbitrage : Olivier Thual |

| 22e journée             | Valenciennes FC | 1 - 1   | FC Sochaux-Montbéliard | Stade Nungesser, Valenciennes                     |                                                   |
| 31 janvier 2010 17 : 00 | Audel 21e       | (1 – 0) | 54e Perquis            | Spectateurs : 11 323 Arbitrage : Alexandre Castro | Spectateurs : 11 323 Arbitrage : Alexandre Castro |
| 31 janvier 2010 17 : 00 | Rapport         |         |                        | Spectateurs : 11 323 Arbitrage : Alexandre Castro | Spectateurs : 11 323 Arbitrage : Alexandre Castro |

| 23e journée            | Olympique de Marseille                                                | 5 - 1   | Valenciennes FC | Stade Vélodrome, Marseille                     |                                                |
| 7 février 2010 21 : 00 | González 33e · Brandão 43e · Cheyrou 53e · Valbuena 77e · Niang 90+1e | (2 – 0) | 66e Sánchez     | Spectateurs : 46 306 Arbitrage : Wilfried Bien | Spectateurs : 46 306 Arbitrage : Wilfried Bien |
| 7 février 2010 21 : 00 | Rapport                                                               |         |                 | Spectateurs : 46 306 Arbitrage : Wilfried Bien | Spectateurs : 46 306 Arbitrage : Wilfried Bien |

| 24e journée             | Valenciennes FC      | 2 - 1   | OGC Nice | Stade Nungesser, Valenciennes                 |                                               |
| 13 février 2010 19 : 00 | Mater 51e · Šebo 90e | (0 – 0) | 75e Rémy | Spectateurs : 10 224 Arbitrage : Stéphane Bré | Spectateurs : 10 224 Arbitrage : Stéphane Bré |
| 13 février 2010 19 : 00 | Rapport              |         |          | Spectateurs : 10 224 Arbitrage : Stéphane Bré | Spectateurs : 10 224 Arbitrage : Stéphane Bré |

| 25e journée             | Grenoble Foot 38 | 0 - 1   | Valenciennes FC | Stade des Alpes, Grenoble                      |                                                |
| 20 février 2010 19 : 00 |                  | (0 – 1) | 32e Sánchez     | Spectateurs : 12 660 Arbitrage : Philippe Kalt | Spectateurs : 12 660 Arbitrage : Philippe Kalt |
| 20 février 2010 19 : 00 | Rapport          |         |                 | Spectateurs : 12 660 Arbitrage : Philippe Kalt | Spectateurs : 12 660 Arbitrage : Philippe Kalt |

| 26e journée             | Valenciennes FC | 1 - 0   | AS Saint-Étienne | Stade Nungesser, Valenciennes                 |                                               |
| 27 février 2010 19 : 00 | Audel 77e       | (0 – 0) |                  | Spectateurs : 12 197 Arbitrage : Saïd Ennjimi | Spectateurs : 12 197 Arbitrage : Saïd Ennjimi |
| 27 février 2010 19 : 00 | Rapport         |         |                  | Spectateurs : 12 197 Arbitrage : Saïd Ennjimi | Spectateurs : 12 197 Arbitrage : Saïd Ennjimi |

| 27e journée         | AJ Auxerre | 1 - 0   | Valenciennes FC | Stade de l'Abbé-Deschamps, Auxerre              |                                                 |
| 6 mars 2010 19 : 00 | Jeleń 38e  | (1 – 0) |                 | Spectateurs : 9 473 Arbitrage : Laurent Duhamel | Spectateurs : 9 473 Arbitrage : Laurent Duhamel |
| 6 mars 2010 19 : 00 | Rapport    |         |                 | Spectateurs : 9 473 Arbitrage : Laurent Duhamel | Spectateurs : 9 473 Arbitrage : Laurent Duhamel |

| 28e journée          | Valenciennes FC | 0 - 2   | Stade rennais FC        | Stade Nungesser, Valenciennes               |                                             |
| 14 mars 2010 17 : 00 | Tiéné 78e       | (0 – 2) | 27e Marveaux · 39e Gyan | Spectateurs : 11 116 Arbitrage : Bruno Coué | Spectateurs : 11 116 Arbitrage : Bruno Coué |
| 14 mars 2010 17 : 00 | Rapport         |         |                         | Spectateurs : 11 116 Arbitrage : Bruno Coué | Spectateurs : 11 116 Arbitrage : Bruno Coué |

| 29e journée          | Montpellier HSC           | 2 - 1   | Valenciennes FC    | Stade de la Mosson, Montpellier                   |                                                   |
| 21 mars 2010 17 : 00 | Montaño 5e · Marveaux 58e | (1 – 0) | 74e Ben Khalfallah | Spectateurs : 16 119 Arbitrage : Alexandre Castro | Spectateurs : 16 119 Arbitrage : Alexandre Castro |
| 21 mars 2010 17 : 00 | Rapport                   |         |                    | Spectateurs : 16 119 Arbitrage : Alexandre Castro | Spectateurs : 16 119 Arbitrage : Alexandre Castro |

| 31e journée          | Valenciennes FC | 1 - 0   | Lille OSC | Stade Nungesser, Valenciennes                  |                                                |
| 3 avril 2010 19 : 00 | Samassa 82e     | (0 – 0) |           | Spectateurs : 12 127 Arbitrage : Fredy Fautrel | Spectateurs : 12 127 Arbitrage : Fredy Fautrel |
| 3 avril 2010 19 : 00 | Rapport         |         |           | Spectateurs : 12 127 Arbitrage : Fredy Fautrel | Spectateurs : 12 127 Arbitrage : Fredy Fautrel |

| 32e journée           | AS Monaco FC          | 2 - 1   | Valenciennes FC | Stade Louis-II, Monaco                             |                                                    |
| 10 avril 2010 19 : 00 | Nenê 61e · Maazou 78e | (0 – 1) | 37e Biševac     | Spectateurs : 6 685 Arbitrage : Christian Guillard | Spectateurs : 6 685 Arbitrage : Christian Guillard |
| 10 avril 2010 19 : 00 | Rapport               |         |                 | Spectateurs : 6 685 Arbitrage : Christian Guillard | Spectateurs : 6 685 Arbitrage : Christian Guillard |

| 33e journée           | Valenciennes FC | 0 - 1   | Le Mans UC 72              | Stade Nungesser, Valenciennes               |                                             |
| 17 avril 2010 19 : 00 |                 | (0 – 0) | 82e Loriot · 90+3e Corchia | Spectateurs : 12 362 Arbitrage : Bruno Coué | Spectateurs : 12 362 Arbitrage : Bruno Coué |
| 17 avril 2010 19 : 00 | Rapport         |         |                            | Spectateurs : 12 362 Arbitrage : Bruno Coué | Spectateurs : 12 362 Arbitrage : Bruno Coué |

| 34e journée           | RC Lens    | 1 - 1   | Valenciennes FC | Stade Félix-Bollaert, Lens                     |                                                |
| 25 avril 2010 17 : 00 | Roudet 38e | (1 – 0) | 73e Pujol       | Spectateurs : 34 182 Arbitrage : Philippe Kalt | Spectateurs : 34 182 Arbitrage : Philippe Kalt |
| 25 avril 2010 17 : 00 | Rapport    |         |                 | Spectateurs : 34 182 Arbitrage : Philippe Kalt | Spectateurs : 34 182 Arbitrage : Philippe Kalt |

| 30e journée           | Valenciennes FC       | 2 - 0   | FC Girondins de Bordeaux | Stade Nungesser, Valenciennes                 |                                               |
| 28 avril 2010 19 : 00 | Pujol 12e · Kadir 72e | (1 – 0) |                          | Spectateurs : 11 740 Arbitrage : Ruddy Buquet | Spectateurs : 11 740 Arbitrage : Ruddy Buquet |
| 28 avril 2010 19 : 00 | Rapport               |         |                          | Spectateurs : 11 740 Arbitrage : Ruddy Buquet | Spectateurs : 11 740 Arbitrage : Ruddy Buquet |

| 35e journée        | Valenciennes FC | 0 - 0   | FC Lorient | Stade Nungesser, Valenciennes                   |                                                 |
| 2 mai 2010 17 : 00 |                 | (0 – 0) |            | Spectateurs : 11 164 Arbitrage : Damien Ledentu | Spectateurs : 11 164 Arbitrage : Damien Ledentu |
| 2 mai 2010 17 : 00 | Rapport         |         |            | Spectateurs : 11 164 Arbitrage : Damien Ledentu | Spectateurs : 11 164 Arbitrage : Damien Ledentu |

| 36e journée        | Paris Saint-Germain     | 2 - 2   | Valenciennes FC                 | Parc des Princes, Paris                         |                                                 |
| 5 mai 2010 19 : 00 | Erding 30e · Kežman 90e | (1 – 0) | 59e Bong · 90+3e Ben Khalfallah | Spectateurs : 29 873 Arbitrage : Didier Falcone | Spectateurs : 29 873 Arbitrage : Didier Falcone |
| 5 mai 2010 19 : 00 | Rapport                 |         |                                 | Spectateurs : 29 873 Arbitrage : Didier Falcone | Spectateurs : 29 873 Arbitrage : Didier Falcone |

| 37e journée        | Valenciennes FC               | 2 - 2   | Olympique lyonnais                | Stade Nungesser, Valenciennes                 |                                               |
| 8 mai 2010 21 : 00 | Audel 72e · Cohade 81e (pen.) | (0 – 1) | 17e Källström · 90+2e (csc) Baldé | Spectateurs : 13 206 Arbitrage : Stéphane Bré | Spectateurs : 13 206 Arbitrage : Stéphane Bré |
| 8 mai 2010 21 : 00 | Rapport                       |         |                                   | Spectateurs : 13 206 Arbitrage : Stéphane Bré | Spectateurs : 13 206 Arbitrage : Stéphane Bré |

| 38e journée         | AS Nancy Lorraine       | 1 - 1   | Valenciennes FC | Stade Marcel-Picot, Nancy                           |                                                     |
| 15 mai 2010 21 : 00 | Hadji 39e · Hadji 90+2e | (1 – 0) | 65e Angoua      | Spectateurs : 17 103 Arbitrage : Christian Guillard | Spectateurs : 17 103 Arbitrage : Christian Guillard |
| 15 mai 2010 21 : 00 | Rapport                 |         |                 | Spectateurs : 17 103 Arbitrage : Christian Guillard | Spectateurs : 17 103 Arbitrage : Christian Guillard |

### Coupe de la Ligue
| 1/16 de finale            | FC Metz                         | 2 – 0   | Valenciennes FC | Stade Saint-Symphorien, Metz                      |                                                   |
| 23 septembre 2009 18 : 45 | Johansen 63e (pen.) · Gueye 87e | (0 – 0) |                 | Spectateurs : 5 545 Arbitrage : Sébastien Moreira | Spectateurs : 5 545 Arbitrage : Sébastien Moreira |
| 23 septembre 2009 18 : 45 | Rapport                         |         |                 | Spectateurs : 5 545 Arbitrage : Sébastien Moreira | Spectateurs : 5 545 Arbitrage : Sébastien Moreira |

### Coupe de France
| 1/32 de finale         | Le Mans UC 72 | 1 – 0   | Valenciennes FC | Stade Léon-Bollée, Le Mans |  |
| 9 janvier 2010 20 : 45 | Le Tallec 24e | (1 – 0) |                 |                            |  |
| 9 janvier 2010 20 : 45 | Rapport       |         |                 |                            |  |

## Transferts (mercato d'été)
| Nom                               | Nationalité  | Transfert                       | Provenance/Destination | Division                |
| Arrivées                          |              |                                 |                        |                         |
| Philippe Montanier (Entraîneur)   | France       |                                 | US Boulogne            | Ligue 1                 |
| Michel Troin (Entraîneur adjoint) | France       |                                 | US Boulogne            | Ligue 1                 |
| Nam Tae-hee                       | Corée du Sud |                                 | Reading (Académie)     | FL Championship         |
| Fahid Ben Khalfallah              | Tunisie      | Contrat de 3 ans (2M€)          | SM Caen                | Ligue 2                 |
| Renaud Cohade                     | France       | Contrat de 3 ans                | RC Strasbourg          | Ligue 2                 |
| Rémi Gomis                        | France       | Contrat de 4 ans (2M€)          | SM Caen                | Ligue 2                 |
| Grégory Wimbée                    | France       | Contrat de 1 an                 | Grenoble Foot 38       | Ligue 1                 |
| Gaëtan Bong                       | Cameroun     | Contrat de 4 ans (0.7M€)        | FC Metz                | Ligue 2                 |
| Foued Kadir                       | Algérie      | Contrat de 2 ans                | Amiens SC              | Ligue 2                 |
| Dianbobo Baldé                    | France       | Contrat de 1 an                 | Celtic Glasgow         | Scottish Premier League |
| Prêts                             |              |                                 |                        |                         |
| Guy Roland Ndy Assembe            | Cameroun     | Prêt d'1 an avec Option d'Achat | FC Nantes              | Ligue 2                 |
| Mamadou Samassa                   | Mali         | Prêt d'1 an avec Option d'Achat | Olympique de Marseille | Ligue 1                 |
| Retours de prêt                   |              |                                 |                        |                         |
| Seïd Khiter                       | France       | Prêt                            | Vannes OC              | Ligue 2                 |
| Williams Martínez                 | Uruguay      | Prêt                            | Stade de Reims         | Ligue 2                 |
| Départs                           |              |                                 |                        |                         |
| Jean-Claude Darcheville           | France       | Fin de Contrat                  | FC Nantes              | Ligue 2                 |
| Djamel Belmadi                    | France       | Fin de Contrat                  |                        |                         |
| Jeovânio                          | Brésil       | Fin de Contrat                  | Figueirense FC         | Brésil - Série B        |
| Williams Martínez                 | Uruguay      | ?                               | Defensor               | Uruguay                 |
| Willy Grondin                     | France       | Transfert Définitif (1 an)      | Paris SG               | Ligue 1                 |
| Antoine Kombouaré (Entraîneur)    | France       |                                 | Paris SG               | Ligue 1                 |
| Prêts                             |              |                                 |                        |                         |
| Seïd Khiter                       | France       | Prêt d'1 an avec Option d'Achat | RC Strasbourg          | Ligue 2                 |

## Transferts (mercato d'hiver)
| Nom             | Nationalité   | Transfert              | Provenance/Destination | Division   |
| Arrivées        |               |                        |                        |            |
| Benjamin Angoua | Côte d'Ivoire |                        | Budapest Honvéd        | Hongrie    |
| Départs         |               |                        |                        |            |
| Mody Traoré     | France        | Prêt                   | AC Ajaccio             | Ligue 2    |
| Dame Traoré     | France        |                        |                        | Qatar (D2) |
| Luigi Pieroni   | Belgique      | Résiliation de Contrat | KAA La Gantoise        | Belgique   |